# Cisto coloide
Um cisto colóide é um cisto contendo material gelatinoso no interior do cérebro. É quase sempre encontrado posteriormente ao forame de Monro no aspecto anterior do terceiro ventrículo, originando-se do teto do ventrículo. Devido à sua localização ele pode causar hidrocefalia obstrutiva ou pressão intracraniana aumentada.